# The Annals of Pharmacotherapy
Annals of Pharmacotherapy, abgekürzt Ann. Pharmacother., ist eine wissenschaftliche Fachzeitschrift, die vom SAGE-Verlag veröffentlicht wird. Sie erscheint mit zwölf Ausgaben im Jahr. Es werden Arbeiten veröffentlicht, die sich mit der Pharmakotherapie beschäftigen.
Der Impact Factor lag im Jahr 2014 bei 2,059. Nach der Statistik des ISI Web of Knowledge wird das Journal mit diesem Impact Factor in der Kategorie Pharmakologie und Pharmazie an 144. Stelle von 254 Zeitschriften geführt.